# Rycerstwo Niepokalanej
Rycerstwo Niepokalanej (łac. Militia Immaculatae, skrót MI, dawniej Milicja Niepokalanej) – organizacja religijna założona w 1917 roku z inicjatywy ojca Maksymiliana Kolbego.

## Historia
Spotkanie inauguracyjne odbyło się 16 października 1917 roku w obecności siedmiu członków założycieli. 28 marca 1919 papież Benedykt XV udzielił członkom Rycerstwa Niepokalanej ustnego błogosławieństwa, a niedługo potem pisemne błogosławieństwo dał wikariusz generalny franciszkanów o. Dominik Tavani. Oficjalnego zatwierdzenia przez Kościół dokonał 2 stycznia 1920 roku kardynał Basilio Pompilj.
Od 1919 roku organizacja działa w Polsce, a 20 grudnia 1919 jej program oficjalnie zatwierdził bp Adam Sapieha. W latach 90. XX wieku liczba polskich członków przekroczyła 1,6 mln osób. Centrum Narodowe Rycerstwa znajduje się w Niepokalanowie.
Od stycznia 1922 roku ukazuje się „Rycerz Niepokalanej”, będący oficjalnym organem prasowym organizacji. Na łamach pierwszego numeru tego miesięcznika przedstawiono zarys historii oraz program Milicji Niepokalanej.
Statut tej organizacji jako podstawowy cel działalności wskazywał staranie się o nawrócenie grzeszników, heretyków, schizmatyków itd., a najbardziej masonów, oraz uświęcenie wszystkich pod opieką i za pośrednictwem Najświętszej Maryi Panny Niepokalanej. Założyciel szczególną uwagę przykładał do modlitwy za członków lóż wolnomularskich, których działalność postrzegał jako olbrzymie zagrożenie.
17 października 1997 r. Rycerstwo Niepokalanej zostało zatwierdzone przez Watykan jako stowarzyszenie publiczne międzynarodowe.

## Siedziba
W Niepokalanowie Lasku ma swoją siedzibę Zarząd Narodowy Stowarzyszenia „Rycerstwo Niepokalanej” w Polsce. Dom, otoczony lasem, wybudowany i poświęcony w 1939 r. przez św. Maksymiliana, jest dla Rycerstwa Niepokalanej, według słów założyciela: jeszcze jednym środkiem do osiągnięcia celu MI.
Ośrodek Formacyjny Rycerstwa Niepokalanej, popularnie zwany „Laskiem”, w latach 1999–2004, dzięki pomocy ludzi dobrej woli, został rozbudowany i nowocześnie wyposażony, a 17 czerwca 2004 poświęcony uroczyście przez prymasa Polski kard. Józefa Glempa. Dom rekolekcyjny jest przeznaczony do prowadzenia rekolekcji, dni skupienia, czuwań modlitewnych w duchu Rycerstwa Niepokalanej. W ciągu roku akademickiego na terenie „Lasku” organizowane są Dni Skupienia. Pomysłodawcą i organizatorem jest o. Artur Pyza OFMConv oraz młodzież uczestnicząca w Warszawskiej Akademickiej Pielgrzymce Metropolitalnej na Jasną Górę.